# Claude Mairesse
Pour les articles homonymes, voir Mairesse.
Claude Mairesse est un résistant français, né le 15 octobre 1911 à Warmeriville (Marne) et mort le 2 juillet 1944 à Reims (Marne).

## Biographie
Docteur en médecine, il épouse Françoise Bachy le 16 avril 1936. Ils auront 4 enfants (Jean-François, Hugues, Eric et Marianne).
Mobilisé en 1939 comme médecin lieutenant au 45e Régiment d'Infanterie. Il est fait prisonnier à Bouchain (Nord) le 26 mai 1940. Libéré comme médecin chargé de famille en janvier 1941, il reçoit la Croix de Guerre. Il reprend son cabinet médical à Saint-Quentin (Aisne) le 1er mars 1941.
Il s'engage dans la Résistance en décembre 1941 à l'OCM. Il est très vite nommé chef et organisateur de la Résistance pour l'arrondissement de Saint-Quentin. À partir de 1943, il est traqué par la Gestapo. Il est obligé de se réfugier à Paris avec sa famille où il continue à donner tout son temps à la Résistance. Il est arrêté le 5 avril 1944 au cours d'un rendez-vous de résistants. Incarcéré à Fresnes, puis à Saint-Quentin et enfin au camp de Compiègne. Il part le 2 juillet 1944 à destination de l'Allemagne. Il succombe asphyxié le même soir dans le wagon en gare de Reims.

## Décorations
- Chevalier de la Légion d'honneur à titre posthume (1944)
- Croix de guerre 1939–1945 (1941)
- Médaille de la Résistance française avec rosette à titre posthume (décret du 3 janvier 1946)[1]